# Systropus atratus
Systropus atratus är en tvåvingeart som beskrevs av Macquart 1846. Systropus atratus ingår i släktet Systropus och familjen svävflugor. Inga underarter finns listade i Catalogue of Life.